# Sân bay Puerto Carreño
Sân bay Puerto Carreño (IATA: PCR, ICAO: SKPC) là một sân bay tọa lạc ở Puerto Carreño, Colombia.

## Các hãng hàng không và tuyến bay
- SATENA (Bogotá, Villavicencio)